# Møgeltønder Omfartsvej
 Møgeltønder Omfartsvej  er en to-sporet omfartsvej, der går nord om Møgeltønder. Vejen er en del af Sekundærrute 419 (nl) mellem Skærbæk og Tønder.
Den er med til at lede trafikken der skal mod Skærbæk og Tønder uden om Møgeltønder, så byen ikke bliver belastet af for meget trafik.
Vejen forbinder Tøndervej i vest, med Nordre Landevej i øst, og har forbindelse til Schackenborgvej, Møllevej og Højervej.